# Cornel Fredericks
Cornel Edwin Fredericks (Worcester, 3 marzo 1990) è un ostacolista sudafricano.

## Palmarès
| Anno | Manifestazione                    | Sede      | Evento   | Risultato  | Prestazione | Note |
| ---- | --------------------------------- | --------- | -------- | ---------- | ----------- | ---- |
| 2006 | Gymnasiadi                        | Salonicco | 110 m hs | Bronzo     | 13"84       |      |
| 2006 | Gymnasiadi                        | Salonicco | 400 m hs | Argento    | 52"32       |      |
| 2007 | Mondiali allievi                  | Ostrava   | 400 m hs | 5º         | 51"04       |      |
| 2008 | Mondiali juniores                 | Bydgoszcz | 400 m hs | 4º         | 50"39       |      |
| 2008 | Mondiali juniores                 | Bydgoszcz | 4×400 m  | Batteria   | 3'12"09     |      |
| 2008 | Giochi del Commonwealth giovanili | Pune      | 110 m hs | Argento    | 13"99       |      |
| 2008 | Giochi del Commonwealth giovanili | Pune      | 4×100 m  | 4º         | 41"32       |      |
| 2009 | Campionati africani juniores      | Bambous   | 110 m hs | Oro        | 14"36       |      |
| 2009 | Campionati africani juniores      | Bambous   | 400 m hs | Oro        | 50"05       |      |
| 2009 | Campionati africani juniores      | Bambous   | 4×400 m  | Argento    | 3'13"95     |      |
| 2009 | Universiadi                       | Belgrado  | 400 m hs | 4º         | 49"93       |      |
| 2009 | Universiadi                       | Belgrado  | 4×400 m  | 6º         | 3'09"82     |      |
| 2010 | Campionati africani               | Nairobi   | 400 m hs | Argento    | 48"79       |      |
| 2011 | Mondiali                          | Taegu     | 400 m hs | 5º         | 49"12       |      |
| 2012 | Giochi olimpici                   | Londra    | 400 m hs | Batteria   | 52"29       |      |
| 2013 | Mondiali                          | Mosca     | 400 m hs | Semifinale | 48"85       |      |
| 2014 | Giochi del Commonwealth           | Glasgow   | 400 m hs | Oro        | 48"50       |      |
| 2014 | Campionati africani               | Marrakech | 400 m hs | Oro        | 48"78       |      |
| 2015 | Mondiali                          | Pechino   | 400 m hs | dns        | dns         |      |
| 2016 | Campionati africani               | Durban    | 400 m hs | 6º         | 49"82       |      |
| 2018 | Campionati africani               | Asaba     | 400 m hs | Argento    | 49"40       |      |
| 2018 | Campionati africani               | Asaba     | 4×400 m  | Argento    | 3'03"50     |      |

## Altre competizioni internazionali
2014
- Oro in Coppa continentale ( Marrakech), 400 m hs - 48"34

2018
- 7º in Coppa continentale ( Ostrava), 400 m hs - 50"54